# 불멸의 성좌
불멸의 성좌는 한국에서 제작된 유진식 감독의 1959년 영화이다. 최현 등이 주연으로 출연하였고 임진빈 등이 제작에 참여하였다.

## 출연

### 주연
- 최현
- 이빈화
- 김승호

## 제작진
- 조명: 방기찬
- 녹음: 이경순